# Hedeviken
Hedeviken ist ein Ort (småort) in der historischen Provinz (landskap) Härjedalen und der Provinz Jämtlands län. Hedeviken gehört zur Gemeinde Härjedalen. Der Ort liegt auf halbem Weg zwischen Hede und Vemdalen am Riksväg 84.
Hedeviken liegt am See Vikarsjön, der vom Ljusnan durchflossen wird. Die Bevölkerungsentwicklung ist rückläufig – bis 1980 war Hedeviken noch ein Tätort.
Die 1924 eröffnete Bahnverbindung Sveg–Hede mit einem Bahnhof in Hedeviken wurde 1966 stillgelegt. Östlich des Ortes, an dem in Richtung Vemdalen abzweigenden Länsväg 315, liegt der 1970 eingeweihte kleine Flughafen Hedlanda, der seit 2007 von einem lokalen Verein betrieben und nicht für den regelmäßigen Flugbetrieb genutzt wird.